# Arbeiter-Sexualität
Arbeiter-Sexualität ist ein in Deutschland von Gunter Schmidt und Volkmar Sigusch Anfang der 1970er-Jahre in die Soziologie und Sexualforschung eingeführter Begriff und steht für eine von der Bürgerlichkeit abgrenzbar wahrgenommene Sexualität von Arbeitern. Geschichtlich ist der Diskurs der Arbeiter-Sexualität einzuordnen in die Diskussionen um die Sexualität der sogenannten unteren Schichten.

## Diskurse zur Arbeiter-Sexualität

### Jahrhundertwende: Eugenik und Rassenhygiene
Der Ökonom Thomas Robert Malthus (1766–1834) sah in der Mitte des 19. Jahrhunderts die Unterschichten als ungezügelt triebhaft an und forderte ein Verhungernlassen der unteren Schichten, wenn diese sich der „triebhaften Vermehrung“ nicht enthalten wollen oder können. Der Neo-Malthusianismus, also die Eugenik und der rassenhygienische Ansatz der Jahrhundertwende, übernimmt diese Stereotypisierung der Sexualität der unteren Bevölkerungsschichten. Bettina Rainer fasst dies folgendermaßen zusammen:
Die Rassenhygieniker begründeten ihre Forderung nach einer an eugenischen Prinzipien ausgerichteten Geburtenpolitik insbesondere mit dem angeblich unterschiedlichen Vermehrungsverhalten von „Höher-“ und „Minderwertigen“: Während die strebsamen, tüchtigen und vernünftigen Menschen ihre Kinderzahl beschränkten, zeichneten sich die als rassenbiologisch „minderwertig“ eingestuften Menschen unterer sozialer Schichten durch ihre „ungezügelte Triebhaftigkeit“ und entsprechende „Überfruchtbarkeit“ aus. Als Folge dieser „differentiellen Fruchtbarkeitsraten“ malten die Rassenhygieniker das geradezu apokalyptische Bild einer allgemeinen „Rassendegeneration“ an die Wand.
Der 'III. Internationale Eugenik-Kongress' war geprägt durch die Massenarbeitslosigkeit der Weltwirtschaftskrise und viele Eugeniker forderten laut die Sterilisation von Arbeitslosen. Obschon dieser Gedanke einer Massensterilisation als Antwort auf Massenarbeitslosigkeit nicht umgesetzt wurde, weil offensichtlich wurde, dass die Arbeitslosigkeit jeden treffen könne, stieg die Zahl der Sterilisationen von Arbeitslosen mit Beginn der Weltwirtschaftskrise stark an.

### 1930er Jahre: Sexpol und die Sexualunterdrückungsthese
Der Sexualforscher und Psychoanalytiker Wilhelm Reich (1897–1957) begann zum Ende der 1920er Jahre mit sexualökonomischen Untersuchungen, die zwischen Arbeitern und Bürgern differenzierten. Er gründete die Sexpol-Bewegung (Abkürzung für Sexualpolitik), eine politische Bewegung, die anfänglich mit dem „Deutschen Reichsverband für proletarische Sexualpolitik“ der KPD, identisch war. Die Bewegung richtete vor allem für Arbeiter sexualökonomische Beratungsstellen  ein (zunächst in Wien und später in Berlin). Reich und die von ihm gegründete Sexpol-Gruppe betrieben in den Beratungsstellen Sexualaufklärung, wandten sich gegen Eifersucht und Familienstrukturen, klärten auf über Selbstbefriedigung und Verhütungsmethoden. In Wien gab es zudem Streit mit den Sozialdemokraten um Karl Kautsky junior, die die „gesunde“ (Fach-)Arbeitersexualität gegen die „verrohte“ Sexualität des Lumpenproletariats absetzten, während Reich eher in der „Verkleinbürgerlichung“ der Arbeiterklasse durch eine repressive Sexualmoral die Gefahr sah. Eine These der Sexpol-Bewegung bestand darin, dass die Sexualität im Kleinbürgertum unterdrückt sei und dass Arbeiter über eine weniger unterdrückte Sexualität verfügten. Die Familienstruktur und die Sexualmoral reiche ins Großbürgertum, aber mehr noch in die Arbeiterklasse hinein:
Die ideologische und erzieherische Hemmung des Sexuellen einerseits, das Mitansehen und Miterleben der intimsten Vorgänge unter den Erwachsenen andererseits setzen im Kinde bereits die Grundlage zur sexuellen Heuchelei. Das ist etwas gemildert in Industriearbeiterfamilien, wo die Betonung der Eß- und Verdauungsfunktion weniger stark ist, die genitalen Betätigungen hingegen stärker besetzt und weniger verboten sind. Die Widersprüche sind daher geringer, die Bahn für die Genitalität ist freier. Das ist durchwegs bedingt durch die wirtschaftliche Daseinsweise der Industriearbeiterfamilie. Steigt ein Industriearbeiter wirtschaftlich auf in die Reihen der Arbeiteraristokratie, so verändert sich dementsprechend auch seine Gesinnung, seine Kinder geraten unter stärkeren Druck von seiten der konservativen Moral.
Michel Foucault kritisierte in seinem Band Sexualität und Wahrheit die Sexualunterdrückungsthese. Dennoch sei zwischen bürgerlicher und arbeiterlicher Sexualität zu unterscheiden: man müsse sagen, dass es Klassenkörper gebe. In Sexualität und Wahrheit vertrat er die These, dass die Sexualität eine bürgerliche Konstruktion, ein Sexualitätsdispositiv sei: Nicht um eine Unterdrückung am Sex der auszubeutenden Klassen ging es, sondern um den Körper, die Stärke, die Langlebigkeit, die Zeugungskraft und die Nachkommenschaft der „herrschenden“ Klassen. Was Blut für den Adel war, stellte Sex für das Bürgertum dar.

### 1950–1970: Kinsey und weitere empirische Erforschung der Arbeiter-Sexualität
Zwischen 1950 und 1970 fanden verschiedene Untersuchungen zur Arbeiter-Sexualität statt. Galt bis dahin das Stereotyp der „ungebrochenen Natürlichkeit“ der Arbeiter-Sexualität, so wurde mit diesen Studien die Arbeiter-Sexualität zu einem „Problemfall“. Die Männer und Frauen aus den „Unterschichten“ nähmen nach dem Sexualforscher Alfred Charles Kinsey (1894–1956) Koitusbeziehungen früher auf als Angehörige anderer Schichten. Dies ginge jedoch nicht mit einer größeren Freizügigkeit in sexuellen Kontakten einher. Die US-amerikanischen Studien zeichneten
vielmehr ein Bild von Sexualität, in dem Befriedigung, Emotionalität und Egalität der Partner entstellt sind durch Orgasmusstörungen und prüde koitale Monotonie, durch Kommunikationslosigkeit, Angst, Resignation und Brutalität, durch diffamierende Doppelmoral und starre Geschlechterrollenklischees.
Hierbei wurde geschlechtsspezifisch differenziert. Die bekanntesten Untersuchungen waren die beiden Kinsey-Reporte zur männlichen und weiblichen Sexualität, die auch schichtspezifisch differenzierten.
In der Bundesrepublik Deutschland fanden Studien zur Arbeiter-Sexualität nur zwischen Ende der 1960er bis Beginn der 1970er Jahre statt. Hier sind vor allem die Arbeiten von Gunter Schmidt und Volkmar Sigusch zu nennen. In einer Befragung von zwanzigjährigen Fabrikarbeitern und Fabrikarbeiterinnen ergaben sich ähnliche Ergebnisse wie zuvor in den Vereinigten Staaten:
Zärtlichkeiten, wie Küssen, Bruststimulation, manuell-genitale und oral-genitale Kontakte kommen bei ihnen sehr viel seltener vor. Ebenso werden die Koituspositionen viel seltener variiert. Schließlich ist die Nacktheit beider Partner beim Koitus in den unteren Schichten deutlich weniger verbreitet als in den höheren Ausbildungs- und Berufsschichten. Die genannten Unterschiede sind bei Ledigen ebenso zu beobachten wie bei Verheirateten.
Gerhard Vinnai führte die sich in diesen Ergebnissen sich abzeichnende rigide Arbeiter-Sexualität auf die Verdinglichung im Arbeitsprozess zurück:
Der Einsatz des Körpers als Arbeitsinstrument unter kapitalistischen Produktionsbedingungen sabotiert die Entfaltung der Sinnlichkeit: Die Verdinglichung des Leibes im Arbeitsprozess zieht seine Entsensibilisierung und Verstümmelung nach sich. Denjenigen, die ihren Körper von einer terroristischen Ökonomie verwerten lassen müssen, wird die unreglementierte Lust, spielerisches Verhalten und spontanes Tun ausgetrieben.
Auch in den skandinavischen Ländern fanden schichtspezifische Untersuchungen zur Sexualität statt (Hertoft 1967, 1968, 1970, Zetterberg 1969). Hier wurden jedoch im Gegensatz zu den deutschen und vor allem den US-amerikanischen Studien, die deutliche schichtspezifische Differenzen festgestellt zu haben glaubten, kaum Unterschiede zwischen den Unterschichten und den Mittelschichten gefunden.

### Aktuelle Debatten: Sexuelle Verwahrlosung der Unterschichten?
Im Rahmen des Diskurses zur Neuen Unterschicht wurde in den Medien die Sexualität von Jugendlichen aus der sogenannten Unterschicht unter dem Blickwinkel der Verwahrlosung betrachtet. Insbesondere zeige sich diese in einem gefühllosen, nachgespielten, schnellen harten Sex ohne Liebe, welcher durch sexistische Musiktexte von Rappern inspiriert werde.
Aktuelle Untersuchungen hierüber, die diese These unterstützen, liegen nicht vor. Eine dänische Untersuchung konnte diese in den Medien behauptete Verwahrlosung der Sexualität von Jugendlichen aus der Unterschicht nicht bestätigen. Sie kam zu dem Schluss, dass männliche Jugendliche im Alter zwischen 14 und 17 täglich im Schnitt 30 Minuten, weibliche Jugendliche im Schnitt 9 Minuten Pornographie konsumieren, wobei hier keine Differenzierung nach sozialen Schichten erfolgte.
Kritisiert wird die These von der höheren Triebhaftigkeit bzw. Verwahrlosung der „Unterschichten“ unter anderem von Hans Peter Duerr. Es zeige sich,
... dass weder die bürgerlichen Kommentatoren aus der Frühzeit der Industrialisierung und der viktorianisch-wilhelminischen Epoche noch Norbert Elias und seine Nachfolger sich auf irgendwelche Tatsachen berufen können, sondern lediglich Vorurteilen und Ideologien anhängen, die schon im Mittelalter über die Unterschicht verbreitet waren und die in späterer Zeit gewiss dazu beigetragen haben, dass sich so mancher Herr und seine Söhne bedenkenlos an die aus dem Proletariat oder vom Lande stammenden Dienstmädchen heran gemacht haben, weil sie von deren Triebhaftigkeit und sexueller Verfügbarkeit überzeugt waren.

## Aktuelle Forschungsbereiche

### Queer Studies
Die Interpretation von Homosexualität von einem proletarischen Standpunkt war nicht einheitlich. So erlaubte die junge Sowjetunion als einer der ersten Staaten in der Moderne zeitweilig die Homosexualität, indem die entsprechenden Paragraphen abgeschafft wurden. Wenige Jahre später wurden unter Stalin jedoch die Homosexuellen-Paragraphen wieder eingeführt. Einher ging dies mit einer Dichotomisierung der „gesunden Arbeitersexualität“ und den „dekadenten“ im Verfall begriffenen ehemals herrschenden Klassen und ihrer Sexualität. So äußerte sich Henri Barbusse 1926 stellvertretend für viele sozialdemokratischen und kommunistischen Genossen:
Ich meine, diese Verkehrung eines natürlichen Instinkts ist, gleich vielen andern Perversionen, ein Merkmal des tiefen sozialen und sittlichen Verfalls eines bestimmten Teiles der gegenwärtigen Gesellschaft. Zu allen Zeiten zeigten sich die Zeichen des Verfalls in Raffiniertheiten und Anomalien des Sinnes-, des Empfindungs-, des Gefühlslebens.
Homosexualität wird heute nur als ein Mittelschichtsphänomen registriert. Untersuchungen zur Homosexualität verbleiben oftmals im bürgerlichen Milieu. Problematisch wird dies insbesondere dann, wenn beispielsweise die HIV-Prävention sich nur am bürgerlichen Milieu ausrichtet, obwohl schwule Männer aus der Unterschicht aufgrund der sozial ungleichen Wahrscheinlichkeit, zu erkranken, stärker betroffen sind.
Nach einer aktuellen Untersuchung scheint das Coming-out in der Bundesrepublik Deutschland für schwule Männer der Unterschicht schwieriger zu sein als für schwule Männer der Mittelschicht:
23 % der Unterschichtsmänner verbergen ihre Homosexualität gegenüber für sie wichtigen heterosexuellen Menschen, dagegen nur 9 % der Mittelschichtsmänner. 65 % der Männer aus den unteren Schichten sehen ihre Homosexualität von ihrem sozialen Umfeld akzeptiert, bei den Mittelschichtsmännern sind es 70 %. Die Akzeptanz in der Familie liegt für Befragte aus der Unterschicht bei 62 % und für Männer aus der Mittelschicht bei 70 %. Als Folge stärkerer sozialer Isolierung geben 15 % der Unterschichtsmänner gegenüber 3 % der Mittelschichtsmänner an, keinen engeren Freundeskreis zu haben.

### Porn Studies und Prostitutionsforschung
Die meisten männlichen und weiblichen Sexarbeiter gehören den unteren Bevölkerungsschichten an. Geschichtlich entwickelte sich die Prostitution in der modernen Form in Europa im Zusammenhang mit der steigenden städtischen Armut mit dem Beginn der Industrialisierung. Die Frauenbewegung, die aus dem bürgerlichen Milieu stammte, setzte sich für die Prostituierten ein. Diese Kampagne, die in Prostituierten weniger „Schuldige“ als die Opfer männlicher Lüsternheit sah, „veränderte […] die politische Landschaft Großbritanniens der spätviktorianischen Zeit. Mit der Kampagne wurden soziale und sexuelle Konventionen hinterfragt, die nie zuvor öffentlich diskutiert wurden. Die Kampagne radikalisierte zahlreiche Frauen, härtete sie ab gegenüber öffentlichen Angriffen und Verleumdungen und schuf eine Infrastruktur des politischen Protests“. (Philipps, S. 86) Sie erreichte schließlich 1886 die Abschaffung der Erlässe, die Prostituierte zum Opfer staatlicher Willkür machte. Allerdings folgte aus dem Schließen der Bordelle, dass von nun an die Prostituierten von den Zuhältern auf den Strich geschickt wurden, was ihre Lage noch mehr verschlechterte. Heute stammt ebenfalls der überwiegende Teil der Prostituierten aus niedrigen sozialen Schichten, wobei auch die Art der Sexarbeit schichtspezifisch zu differenzieren ist. Während Frauen aus der Unterschicht eher in Bordellen und auf dem Straßenstrich arbeiteten, wurde der Escortservice eher von Sexarbeiterinnen aus höheren Milieus wahrgenommen – in den letzten Jahren hat hier jedoch eine Angleichung stattgefunden.
In den Diskussionen um die Legitimität von Pornographie und Prostitution spielt die soziale Herkunft der Sexarbeiterinnen eine wichtige Rolle. Martina Schuster verwies darauf, dass Untersuchungen wie die von Høigård und Finstad, die Prostitution negativ bewerten und eine Kriminalisierung der Freier fordern, hauptsächlich den Straßenstrich fokussierten, wobei die soziale Herkunft der Sexarbeiterinnen die Arbeiterklasse und die Unterschicht sei. Dagegen sei die Untersuchung der Sex-Positive Feminists Giesen und Schumann vor allem bezogen auf Callgirls, die aus der Mittel- und Oberschicht stammten. Während Høigård und Finstad also vor allem die Ausbeutung der Sexarbeiterinnen mit niedriger sozialer Herkunft kritisierten, forderten Giesen und Schumann die gesellschaftliche Anerkennung der von Mittelschichten gestellten Callgirls.
Einen ganz anderen Blickwinkel zeigt die aus der Unterschicht stammende US-amerikanische Wissenschaftlerin Constance Penley. Sie legt anhand des Porno-Films John Wayne Bobbit: Uncut dar, dass bestimmte Porno-Filme als Protest gegen Klassenprivilegien und bürgerliche Werte interpretiert werden können (The White Trashing of Porn).

## Arbeitersexualität in den Medien
Filme
- Paul Morrissey: Blood for Dracula 1974

Romane
- Leslie Feinberg: Träume in den erwachenden Morgen. Krug & Schadenberg, 1998, ISBN 3-930041-09-X.
- Wendell Ricketts (Hrsg.): Everything I Have Is Blue: Short Fiction by Working-Class Men about More-or-Less Gay Life. Suspect Thoughts Press, June 2005, ISBN 978-0-9746388-9-8.